# Franz Xaver Winterhalter
Franz Xaver Winterhalter (Menzenschwand, Gran Ducat de Baden, 20 d'abril de 1805 - Frankfurt del Main, 8 de juliol de 1873) va ser un pintor i litògraf alemany, conegut pels seus retrats de la reialesa europea de mitjan segle xix. El seu nom ha quedat associat amb els retrats que van estar de moda a les corts europees del segle xix. Entre les seues obres més conegudes cal destacar L'emperadriu Eugènia envoltada de les seues dames de companyia (1855) i els diversos retrats de l'emperadriu Elisabet d'Àustria (1865). També va retratar la reina Isabel II d'Espanya (1852).

## Primers anys
Franz Xaver Winterhalter va nàixer al petit llogaret de Menzenschwand (avui dia part de Sankt Blasien) a la Selva Negra, Gran Ducat de Baden, el 20 d'abril de 1805. Era el sisè fill de Fidel Winterhalter (1773-1863), un granger i productor de resina local, i de la seua muller Eva Meyer (1765-1838), membre d'una antiga família de Menzenschwand. Son pare era d'origen camperol, i va exercir una important influència sobre el pintor. Dels vuit germans i germanes, només quatre van atènyer l'edat adulta. Al llarg de la seua vida, Franz Xaver va romandre molt unit a la seua família, i en particular al seu germà Hermann (1808-1891), també pintor. Després d'assistir a l'escola del monestir benedictí de Sankt Blasien, Winterhalter va abandonar Menzenschwand l'any 1818, a l'edat de tretze anys, per estudiar dibuix i gravat. Va fer el seu aprenentatge com a litògraf i dibuixant al taller de Karl Ludwig Schüler (1785–1852), a Friburg de Brisgòvia. L'any 1823, a l'edat de divuit anys, es va traslladar a Múnic, becat per l'industrial Baró von Eichtal (1775-1850). El 1825, el gran duc Lluís I de Baden (1763-1830) li va concedir una beca i va començar els estudis a l'Acadèmia d'Arts de Múnic, amb Peter von Cornelius (1783-1867), els mètodes acadèmics del qual el van fer sentir incòmode. Winterhalter va trobar un mentor més adient en el retratista de moda Joseph Stieler (1781-1858). Durant aquesta època, va complementar els seus guanys treballant com a litògraf. Va poder introduir-se en els ambients aristocràtics quan l'any 1828 va esdevenir professor de dibuix de Sofia, Marcgravina de Baden, a Karlsruhe. La possibilitat d'ampliar el seu radi d'acció més enllà del sud d'Alemanya se li va presentar l'any 1832, quan viatjà a Itàlia (1833–1834) amb el suport del gran duc Leopold de Baden. A Roma va pintar escenes romàntiques a l'estil de Louis-Leopold Robert i es va integrar en el cercle del director de
l'Acadèmia Francesa, Horace Vernet. En tornar a Karlsruhe va pintar els retrats del gran duc Leopold i de la seua muller i va ser nomenat pintor de la cort gran-ducal.
No obstant això, va deixar Baden i es va traslladar a França, on la seua escena italiana Il dolce Farniente va atraure l'atenció al Saló de París de 1836. Il cameron, d'un any després, també va ser molt admirat. En tots dos casos es tracta d'obres de composició acadèmica a l'estil de Rafael. Al Saló de 1838 va exposar un retrat del príncep de Wagram amb la seua jove filla. La seua carrera com a retratista va quedar ben aviat assegurada quan el mateix any va pintar Lluïsa d'Orleans, reina dels belgues, i el seu fill, el duc de Brabant. Probablement va ser a través d'aquest retrat com el nom de Winterhalter va arribar a oïdes de Maria Amèlia de Borbó-Dues Sicílies, reina de França i mare de la reina dels belgues.

## Pintor de cort

Leonilla Bariatinskaia, princesa de Sayn Wittgenstein Sayn, (1843) Museu J. Paul Getty, Los Angeles. Winterhalter hi va contrastar els teixits sumptuosos de vívids colors amb la pell pàl·lida per incrementar la sensualitat del posat, de la model i del luxós escenari

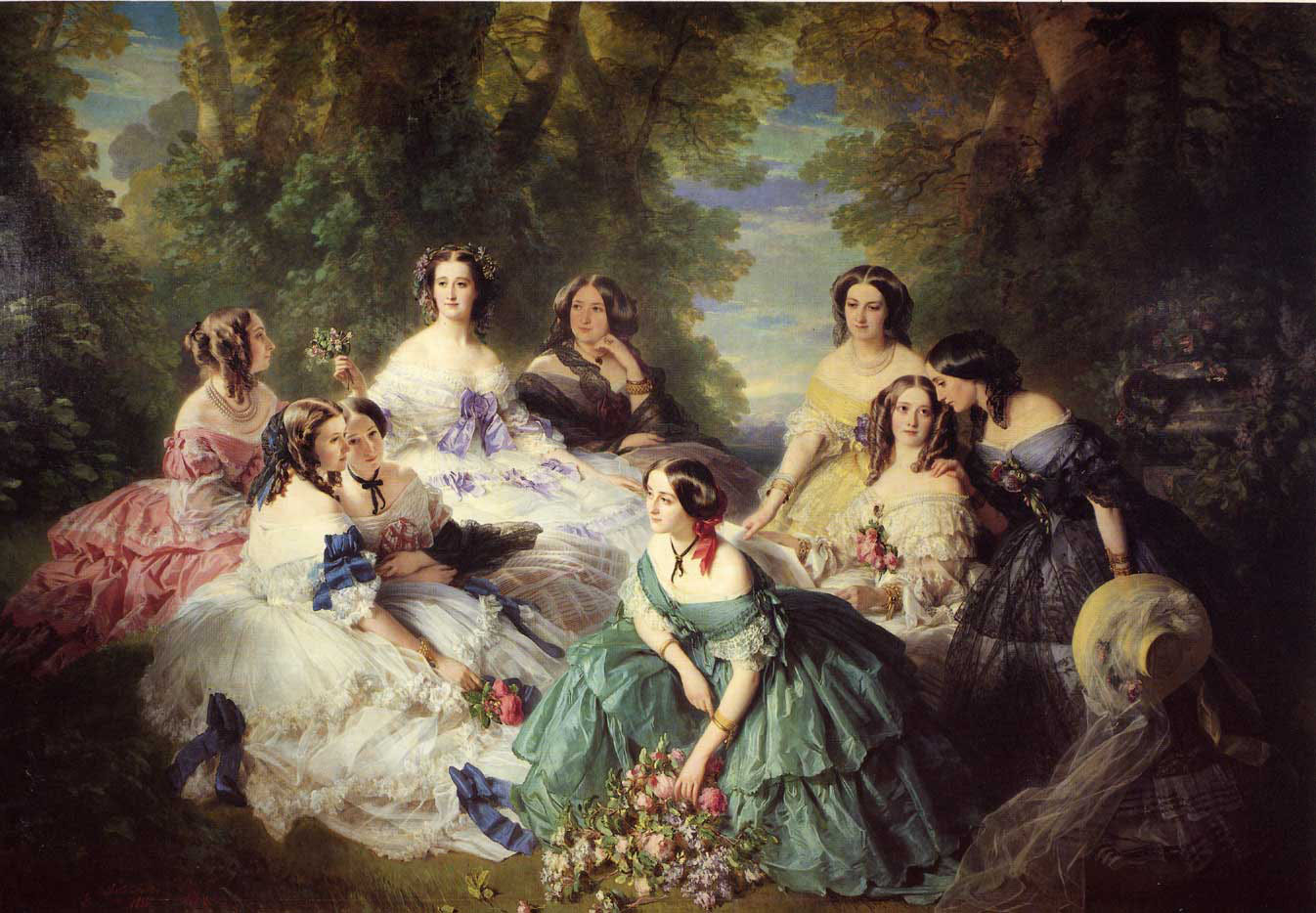
L'emperadriu Eugènia envoltada de les seues dames de companyia (1855), Castell de Compiègne. Inspirada en les escenes bucòliques del, aquesta composició monumental retrata l'emperadriu i les seues dames en l'escenari d'una clariana en un bosc ombrívol. No obstant això, la composició és molt artificial i formal. L'emperadriu, lleugerament desplaçada del centre cap a l'esquerra, domina el grup que l'envolta.

A París, Winterhalter va posar-se de moda immediatament. Va ser nomenat pintor de la cort de Lluís Felip, el rei de França, qui li va encarregar retrats individuals de la seua extensa família. Winterhalter arribaria a executar més de 30 encàrrecs per a ell. Aquest èxit va proporcionar-li la reputació d'especialista en retrats dinàstics i aristocràtics, hàbil en la combinació de semblança i adulació i capaç de reflectir la pompa oficial sense renunciar a la moda. Malgrat tot, la reputació de Winterhalter va decaure entre els cercles artístics. Els crítics, que havien lloat el seu debut al Saló de 1836, el van menysprear com a pintor que no podia ser considerat des d'un punt de vista seriós. Aquesta actitud va persistir durant tota la carrera de Winterhalter i va condemnar la seua obra a una categoria inferior dins de la jerarquia pictòrica. El mateix Winterhalter havia considerat els seus primers encàrrecs reials com un parèntesi abans de poder tornar a la pintura de gènere, acadèmicament respectada, però va ser víctima del seu èxit i durant la resta de la seua vida treballaria gairebé exclusivament com a pintor de retrats. Aquest va ser el camp que no només el va fer famós, sinó també ric. Amb el pas del temps esdevingué una celebritat internacional que gaudia del suport reial.
Entre els seus nombrosos models reials es troba la reina Victòria I del Regne Unit. Winterhalter va visitar per primera vegada Anglaterra l'any 1842, i hi va tornar en diverses ocasions per pintar la reina, el príncep Albert i la seua creixent família. Va fer almenys 120 obres per a ells, una gran part de les quals es conserva a la Royal Collection, i poden ser contemplades pel públic al Palau de Buckingham i a altres residències reials. També va pintar uns quants retrats d'aristòcrates anglesos, la major part d'ells membres de la cort.
La caiguda de Lluís Felip l'any 1848 no va afectar gens la reputació del pintor. Winterhalter va viatjar a Suïssa i va treballar a Bèlgica i Anglaterra.
La persistència de Winterhalter el va fer assistir a la caiguda d'unes dinasties i el sorgiment d'unes altres. Va viure a París fins a un parell d'anys abans de la seua mort. Un parèntesi en els encàrrecs de retrats van permetre-li tornar momentàniament a la pintura de gènere amb Florinda (1852) (Metropolitan Museum of Art, Nova York), una joiosa celebració de la bellesa femenina inspirada en una llegenda espanyola. El mateix any li va ser rebutjada una proposta de matrimoni, i finalment va esdevenir un solter íntegrament dedicat a la seua obra.
Després de l'ascensió al tron de Napoleó III la seua popularitat va augmentar. Des de llavors, sota el Segon Imperi, Winterhalter esdevingué el principal retratista de la família imperial i la seua cort. La bella emperadriu Eugènia va ser una de les seues models favorites, i ella el va recompensar amb generositat. L'any 1855, Winterhalter va pintar una de les seues obres mestres: L'emperadriu Eugènia envoltada de les seues dames de companyia. Va situar l'emperadriu en un escenari bucòlic, dominant un harmoniós cercle format per les seues dames en actitud de recollir flors. L'obra va ser aclamada i va ser exhibida en l'Exposició Universal de 1855. S'ha mantingut com una de les obres més famoses del pintor.
L'any 1852 va visitar Espanya per pintar a la reina Isabel II amb la seua filla, la infanta Maria Isabel. Viatgers aristocràtics russos de visita a París també el reclamaven per pintar els seus retrats. Com a "pintor dels prínceps", Winterhalter va gaudir d'una demanda constant per part de les corts de Gran Bretanya (des de 1841), Espanya, Bèlgica, Rússia, Mèxic, les corts alemanyes i França. Durant les dècades del 1850 i 1860, va pintar diversos retrats d'aristòcrates polonesos i russos. El 1857 va retratar la tsarina Maria Alexandrovna.
Durant el Segon Imperi Mexicà, en la dècada del 1860, encapçalat per Maximilià I, Winterhalter va ser l'encarregat de pintar els retrats oficials de la parella imperial. L'emperadriu consort, Carlota de Bèlgica, era filla de Lluïsa d'Orleans, reina dels belgues, a qui Winterhalter havia pintat al principi de la seua carrera a França. Alguns dels seus retrats dels monarques mexicans encara es conserven al Castell de Chapultepec de Ciutat de Mèxic, actualment Museu Nacional d'Història.

## Últims anys

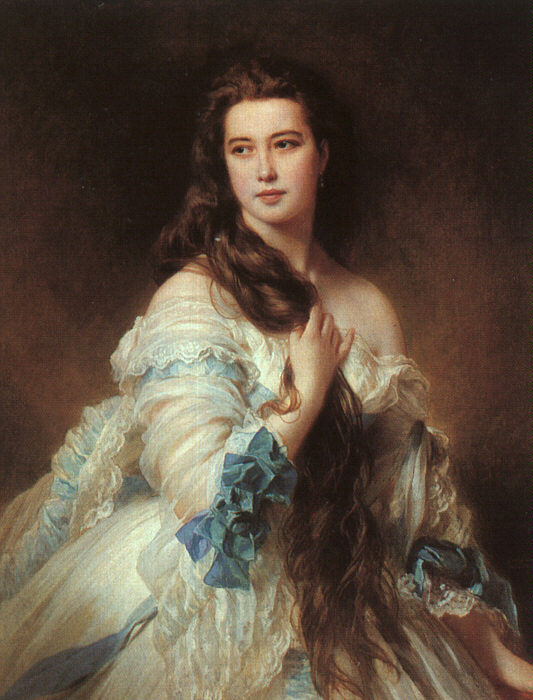
Madame Barbe de Rimsky-Kórsakov, (1864) oli sobre llenç, 117 x 90 cm, Museu d'Orsay, París

Per gestionar la pressió dels encàrrecs de retrats, molts d'ells amb sol·licitud de múltiples rèpliques, Winterhalter va usar ajudants amb profusió. Cap altre pintor ha gaudit mai d'un mecenatge reial tan extraordinari com el de Winterhalter; potser només Rubens i van Dyck van igualar-lo en la manera de treballar a nivell internacional.
Sovint reposava de la pressió diària amb vacances a Itàlia, Suïssa i sobretot a Alemanya. Tot i que va viure gran part de la seua vida a França, sempre va mantenir un fort lligam amb la seua terra nativa. Malgrat el seu èxit i la seua popularitat, va continuar vivint amb senzillesa i sobrietat. L'any 1859 va comprar una vil·la a Baden-Baden, el seu destí de vacances preferit.
L'any 1864 va fer la seua darrera visita a Anglaterra. A la tardor d'aquell any va viatjar a Viena per pintar dos retrats de l'emperador Francesc Josep i l'emperadriu Elisabet, que continuen essent dues de les seues obres més conegudes. A mesura que anava envellint, els lligams que mantenia amb França van anar afluixant-se, mentre que el seu interès en Alemanya augmentava. Estava fent una cura a Suïssa a l'esclat de la Guerra francoprussiana, la guerra que va acabar amb el Segon Imperi Francès al setembre de 1870. Després de la guerra, Winterhalter ja no va tornar a França, i s'establí a Baden. Llavors va ser acreditat oficialment a la cort de Baden i va establir la seua residència a Karlsruhe. En els seus dos últims anys de vida va pintar molt poc. Durant una visita a Frankfurt del Main l'estiu de 1873 va contraure tifus i morí el 8 de juliol de 1873. Tenia seixanta-vuit anys.

## Estil

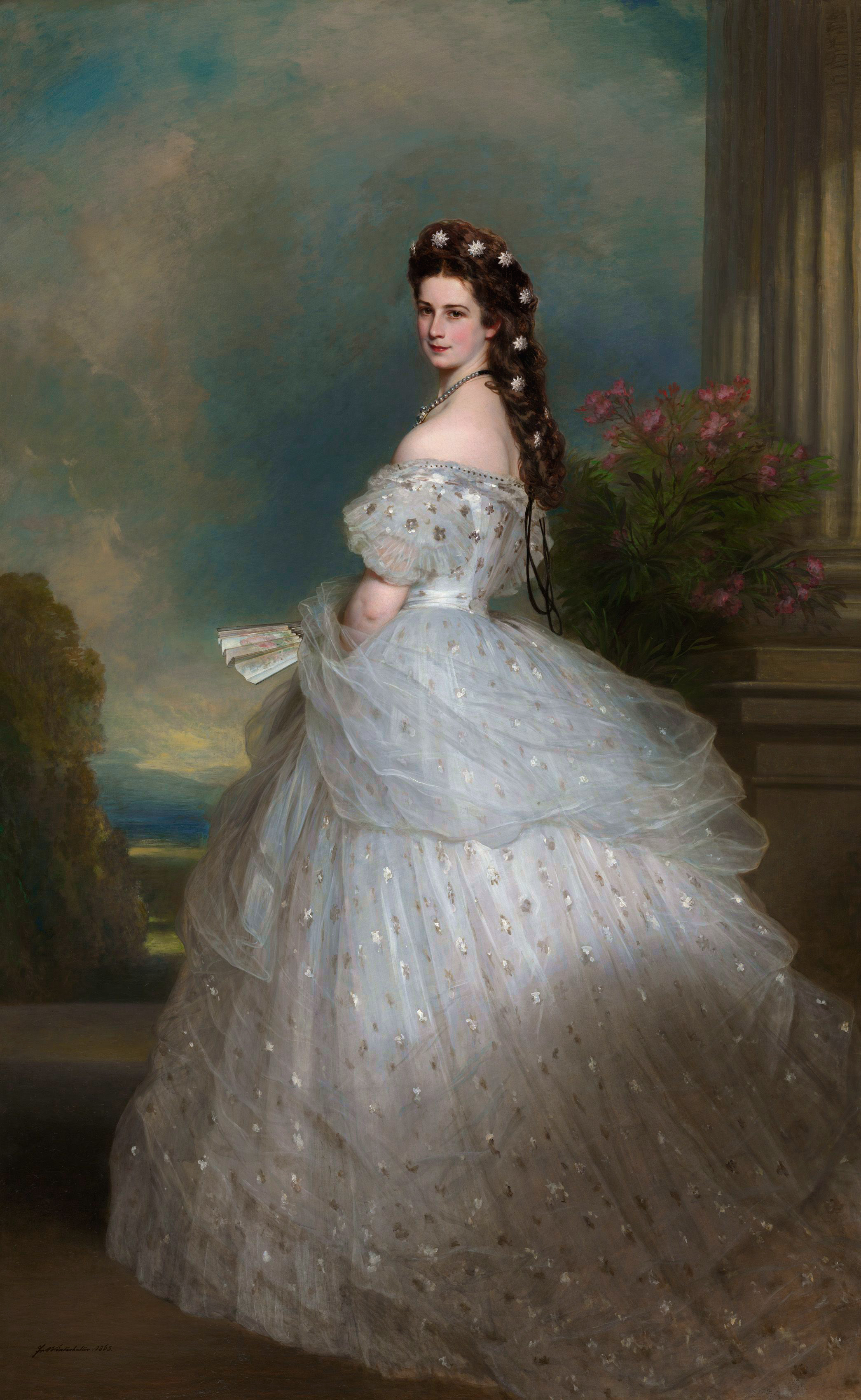
Elisabet de Baviera, Emperadriu d'Àustria, 1865, Hofburg, Viena

Winterhalter va convertir-se en pintor de retrats durant el Segon Imperi i va pintar les seues millors obres durant les darreres dues dècades de la seua vida. Va acompassar el seu estil al luxe i l'atmosfera tranquil·la de l'època, el seu hedonisme i jovialitat. Les seues models femenines dels anys 1850 i 1860 vivien en un ambient molt diferent de les que havia pintat anteriorment; no eren pas reticents o reservades. Els seus models masculins li van inspirar poques obres originals o memorables.
Mai no va rebre lloances dels crítics seriosos; més aviat va ser acusat constantment d'una trivialitat i afectació al servei de la popularitat. No obstant això, va ser molt apreciat pels seus clients aristocràtics. Les famílies reials d'Anglaterra, Espanya, França, Rússia, Mèxic, Portugal i Bèlgica li van encarregar retrats. Els seus llenços monumentals li van proporcionar una gran reputació popular, i les còpies litogràfiques van ajudar a estendre la seua fama.
Els retrats de Winterhalter eren admirats per la seua subtil intimitat; la naturalesa del seu atractiu no és difícil d'explicar. Va crear la imatge que els seus models desitjaven o necessitaven projectar. No només va ser hàbil en construir uns posats adequats per crear composicions gairebé teatrals, sinó que també va ser un virtuós en l'art de transmetre la textura dels teixits, pells i joies; elements en els quals parava tanta atenció com en el rostre. Pintava molt ràpidament i amb molta fluïdesa, i dibuixava la major part de les seues composicions directament sobre el llenç. Els seus retrats són elegants, refinats, vívids i agradablement idealitzats.
Respecte al seu mètode de treball, hom pensa que, atès que era molt hàbil en l'art de dibuixar i pintar la figura humana, pintava directament sobre el llenç sense que li calguera fer estudis preliminars. Sovint decidia el vestit i el posat del model. El seu estil era moderat, cosmopolita i agradable. Molts dels retrats van ser copiats pel seu taller o reproduïts en litografia.
Com a artista és difícil de classificar, hi ha pocs pintors amb els quals poder comparar-lo i no encaixa en cap escola. Les seues primerenques afinitats amb el neoclassicisme no van trigar a evolucionar vers un estil que pot ser qualificat de neorococó. Després de la seua mort, la seua obra va perdre adeptes i va ser considerada massa romàntica, efectista i superficial. Poc s'ha pogut saber de la seua vida personal i la seua obra no ha estat objecte d'estudi fins ben recentment. No obstant això, l'any 1987 va tenir lloc una exposició de la seua obra a la National Portrait Gallery de Londres i al Petit Palais de París que va atraure de nou l'atenció sobre la seua obra. Les obres de Winterhalter s'exposen avui dia en importants museus d'Europa i Amèrica.